# Plopii-Slăvitești (gmina)
Plopii-Slăvitești – gmina w Rumunii, w okręgu Teleorman. Obejmuje miejscowości Brâncoveanca, Dudu i Plopii-Slăvitești. W 2011 roku liczyła 2581 mieszkańców. 